# Ruta IO37B (Lima)
La ruta IO37B o "la B" es una ruta de transporte público del área metropolitana de Lima, que conecta los distritos de Ventanilla y San Juan de Lurigancho. El trayecto de esta ruta consta de 133 o 134 paradas dependiendo de la dirección y dura aproximadamente entre 6 y 7 horas.

## Características
Esta ruta está administrada por la empresa de transportes Consorcio Roma Internacional S.A., el cual gestiona también la ruta OM42, que transita por la urbe limeño-chalaca.

### Autorización
La ruta IO37B se encuentra autorizada por la Municipalidad Provincial del Callao (MPC) y la Autoridad de Transporte Urbano (ATU).

## Trayecto
Los autobuses de la ruta IO37B (aprox. 80) comienzan a operar a las 5:00 a.m. y terminan a las 10:00 p.m. por los distritos de Ventanilla, Callao y Bellavista en la Provincia Constitucional del Callao y por los distritos de San Miguel, Pueblo Libre, Jesús María, Breña, La Victoria, Lima, El Agustino y San Juan de Lurigancho en la provincia de Lima; pasando por importantes lugares, tales como Ciudad Pachacútec, la Plaza Cívica de Ventanilla, la Refinería Pampilla, el aeropuerto Jorge Chávez, el Parque de las Leyendas, el Parque de la Exposición, la plaza Manco Cápac, el emporio comercial Gamarra y las estaciones del tren Grau, Pirámide del Sol, San Carlos, San Martín, Santa Rosa y Bayóvar.

### Terminales
Su terminal de ida se encuentraen el asentamiento humano Pachacútec Sector B - Grupo 4, en Ventanilla y su terminal de vuelta se encuentra en el asentamiento humano Mariátegui, en San Juan de Lurigancho.

### Recorrido
| Dirección                        | Avenidas y calles |
| -------------------------------- | --- |
| Ida Hacia San Juan de Lurigancho | Av. Santa Rosa - Av. 150 Izquierda - Av. 190 - C. 42 - Av. 150 Izqda. - Av. Caminos del Inca Izqdo. - Av. Acceso A Pachacútec - Av. La Playa - Carretera Néstor Gambetta - Av. Elmer Faucett - Av. de Los Precursores - Av. Parque de Las Leyendas - Av. Mariscal de La Mar - Av. Manuel Cipriano Dulanto - Av. Antonio José de Sucre - Av. Simón Bolívar - Av. Brasil - Av. 28 de Julio - Av. José Gálvez - Av. Bausate y Meza - Jr. Huánuco - Av. Miguel Grau - Jr. Junín - Av. Sebastián Lorente - Jr. Áncash - Av. José Carlos Mariátegui - Jr. Chinchaysuyo - Jr. San Aurelio - Av. Lurigancho - Av. 13 de Enero - Av. Jorge Basadre - Av. Próceres de La Independencia - Av. Fernando Wiesse - Av. Ampliación Oeste - Av. Del Mercado - Jr. Las Lomas. |
| Vuelta Hacia Ventanilla          | Jr. Las Lomas - Av. Del Mercado - Av. Ampliación Oeste - Av. Fernando Wiesse - Av. Próceres de La Independencia - Av. Jorge Basadre - Av. 13 de Enero - Av. Lurigancho - Av. Pirámide del Sol - Av. José Carlos Mariátegui - Jr. Áncash - Av. Sebastián Lorente - Av. Aviación - Av. 28 de Julio - Av. Brasil - Av. Simón Bolívar - Av. Antonio José de Sucre - Av. Manuel Cipriano Dulanto - Av. Mariscal de La Mar - Av. Parque de Las Leyendas - Av. de Los Precursores - Av. Elmer Faucett - Carretera Néstor Gambetta - Av. La Playa - Av. Acceso a Pachacútec - Av. Caminos del Inca Izqdo. - Av. 150 Izqda. - C. 42 - Av. 190 - Av. 150 Izqda. - Av. Santa Rosa.                                                                                      |

## Rutas relacionadas
OM42 (Ventanilla - San Juan de Lurigancho).